# Josep Marraco i Xauxas
Josep Marraco i Xauxas (Reus, 27 de maig de 1814 – Barcelona, 17 de desembre de 1873) va ser compositor, i organista i mestre de capella de la Catedral de Barcelona.

## Biografia
Fill de Salvador Marraco, d'ofici passamaner, natural de Tarragona, i de Marianna Xauxas (o Xanxas), natural de Barcelona, estudià música al convent dels Franciscans, a Reus, que en veure les seves aptituds, amb 19 anys el van enviar a Barcelona on hi havia vacant la plaça d'organista al convent de Sant Francesc. L'any 1836, després de la crema de convents de la bullanga de 1835 on es va salvar del foc l'orgue del convent de sant Francesc, es va traslladar a la parròquia de Sant Agustí per fer d'organista, on el va sentir el mestre Mateu Ferrer organista a la Catedral de Barcelona que el va nomenar auxiliar seu i se l'emportà. Allà va tenir la plaça de segon director de la capella,(segons algunes fonts) o de mestre de capella (segons altres) càrrec que va mantenir tota la seva vida, i on va reorganitzar la capella i va fundar una escolania d'on van sortir artistes molt preparats.
Gran flautista, creà una cobla que dugué el seu nom, on tocaven peces que havia compost i que es van fer molt populars. També fou, durant molts anys, primer tenor de Santa Maria del Mar. Compongué diverses misses, altres peces religioses, i profanes. A més, posà música a dues versions de La Passió i a dues d'Els Pastorets, que es representaren nombroses vegades. A la Biblioteca de Catalunya es conserven diverses obres, que formen part del Fons Josep Sancho i Marraco, i a l'arxiu diocesà de Barcelona es conserven obres seves de música sacra. El seu fill, Josep Marraco i Ferrer, i dos nets, Josep Sancho i Marraco i Alexandre Marraco i Roca van ser també músics i compositors. Els dos primers, a més, el succeïren com a mestres de capella i organistes de la Catedral de Barcelona. A l'Arxiu Capitular de la Catedral de Barcelona es conserven nombroses obres dels membres d'aquesta nissaga de compositors.

## Obres
- Alabanzas a Jesus Sacramentado
- Alma Redemptoris Mater, per a 4 veus i orgue
- Corazón Santo, per a dues veus i acompanyament
- Coro para Difuntos (1860), per a quatre veus i orquestra
- Credo
- Degollación de los inocentes
- Deseo, per a veus i orquestra
- Gozos a 3 y a 4o. S. Andres Avelino con acompto. de organo
- Gozos al Sto. Apostol Jayme ó sea Santiago
- Gozos a 4 con orquesta para uso de la capilla de la Sta. Yglesia
- Gradual
- Lamentos de las Santas almas del purgatorio para las Hijas de Maria de Sta. Clara
- Himno
- Lamentaciones para el Viernes Santo, per a viola
- Miserere
- Missa (1854), per a quatre veus mixtes i orquestra
- Missa
- Missa
- Missa a tres voces
- Missa a tres voces
- Missa a tres voces
- Missa a la Esclarecida Heroina de las Españas la Serafica Me. Sta. Teresa de Jesus
- Missa alternada, per a tres veus
- Missa de dominica: a 3 y a 4o
- Música a la Comedia de Santa Eulalia, per a veus i orquestra
- La Passió Domingo de Ramos, per a quatre veus i dos acompanyaments
- Los Pastorcillos, per a veus i orquestra
- Responsorio a 6, per a dos cors
- Rosari, per a orquestra
- Rosari, mi bemoll major
- Rosari, Para cantarse y tocar
- Tres trisagios, per a 4 veus
- Trisagio á muchas voces
- Trisagio con orquesta
- Trisagio del SSmo., per a 3 veus
- Trisagio Pastoril
- Salve Regina